# NGC 7227
NGC 7227 је лентикуларна галаксија у сазвежђу Гуштер која се налази на NGC листи објеката дубоког неба.
Деклинација објекта је + 38° 43' 15" а ректасцензија 22h 11m 31,3s. Привидна величина (магнитуда) објекта NGC 7227 износи 13,8 а фотографска магнитуда 14,8. NGC 7227 је још познат и под ознакама UGC 11942, MCG 6-48-15, CGCG 513-12, PGC 68243.